# Kaikoura Canyon
Koordinaten: 42° 37′ 0″ S, 173° 54′ 0″ O
Das Kaikoura Canyon ist ein unterseeischer Canyon vor der nördlichen Ostküste der Südinsel von Neuseeland.

## Geographie
Das Kaikoura Canyon befindet sich knapp 6 km südlich der Kaikoura Peninsula und 0,5 km östlich der Goose Bay. Es erstreckt sich mit einer Breite von bis zu 10 km, über 30 bis 40 km in östliche Richtung, bis es in den Hikurangi Trench übergeht. Andere Quellen geben eine Fläche von 800 km2 an, die das Canyon abdecken soll. Südlich des Canyons, im küstennahen Bereich, schließt sich der Conway Trough an. Rund 4 km vom Kontinentalschelf entfernt fällt das Seebett steil bis auf eine Tiefe von 1000 m ab, weiter östlich sogar bis auf 1400 m.

## Meeresströmungen
Die Subtropical Front (SF), eine subantarktische Meeresströmung des Oberflächenwassers, fließt von südlich des australischen Kontinents kommend um den südlichen Teil der Südinsel Neuseelands herum und bewegt sich östlich der Südinsel nordwärts, um oberhalb der Meerestiefe des Hikurangi Trench nach Osten in den offenen Pazifik abzudrehen. Dieser Meeresstrom, der in Neuseeland Southland Current genannt wird, trifft vor Kaikoura auf den von Norden kommenden subtropischen East Cape Current und führt bei ihrem Aufeinandertreffen vor einem Teil der Ostküste Neuseelands zu einigen Verwirbelungen, die gleichfalls durch die Tiefen des Hikurangi Trench und des Kaikoura Canyon bedingt sind. Dem Kaikoura Canyon wird zugeschrieben, den südlichen Strom zu unterbrechen. Besonders die Strömungen südlich der Kaikoura Peninsula bilden ein komplexes Strömungsgebilde, da Warmwasser und Kaltwasser sich unter der Hinzuführung des Inlandwassers der Flüsse vermengen und sich zu Sommer- und Winterzeiten und durch topografische Gegebenheiten bedingt ständig verändern.

## Geologie
Der Kontinentalschelf der nördlichen Ostküste der Südinsel besitzt eine 1 bis 1,5 km dicke Schicht, die sich in den letzten 24 Million Jahren gebildet hat. Darunter liegt eine rund 138 Millionen Jahre alte Schicht maritimer Sedimente gefolgt von einer bis zu 280 Millionen Jahre alten Gesteinsschicht aus Grauwacke. Das Kaikoura Canyon stellt einen tiefen Einschnitt in diesen Kontinentalschelf dar, der an der Ostküste der Südinsel normalerweise eine Breite zwischen 20 und 100 km hat. Obwohl kein Fluss seine Sedimente in das Canyon hineinträgt, so nimmt das es doch die durch die nordwärts gerichtete Strömung mitgeführten Sand und Ablagerungen auf und leitet sie in den tiefer liegenden Hikurangi Trench nach Norden weiter. Die in den Steillagen abgelagerten Sedimente können, wie bei den Berghängen auch, durch Erdbeben generiert, in das Canyon tiefer abrutschen und je nach Größe und Umfang eine küstennahe Tsunami auslösen. Diese Tsunami kann eine erheblich Größe annehmen und die Küste mit einer minimalen Vorwarnzeit erreichen, im schlimmsten Fall ohne.

## Flora und Fauna
Im Jahr 2006 haben Wissenschaftler des National Institute of Water and Atmospheric Research (NIWA) die Tiefsee des Canyons über drei Tage lang erforscht. Das Ergebnis war beeindruckend. Die Wissenschaftler gaben an, dass das Ökosystem des Kaikoura Canyons 10- bis 100-mal produktiver ist, als vergleichbare andere Habitate. So fanden sie heraus, dass auf dem Grund des Canyons rund 500 Individuen pro Quadratmeter zu finden waren, zehnmal so viele wie bisher irgendwo anders gefunden wurden, die vorhandene Biomasse sogar 100-mal so viele. Der Fischreichtum des Canyons gaben sie mit rund 5000 Fische pro Hektar an, 10-mal so viele wie im Nordpazifik.
Auch fanden die Wissenschaftler große Ablagerungen an Schlick und Schlamm an den Rändern des Canyons, die bei einem größeren Seebeben oder Erdbeben in küstennahen Regionen Tsunamis auslösen könnten. Sie konnten rund 150 Nachweise von Erdrutschen der Vergangenheit erbringen.